# جارد سيدني تورانس
جارد سيدني تورانس (بالإنجليزية: Jared Sidney Torrance)‏ هو شخصية أعمال أمريكي، ولد في 1852 في غواندا في الولايات المتحدة، وتوفي في 1921.